# قائمة مواضيع الدائرة
تتضمن قائمة مواضيع الدائرة الأشياء المتعلّقة بالدّائرة، من النّاحية الهندسيّة، أو من الناحية التجريدية، كالمفاهيم والأفكار التي يدرسها المُهندسون؛ ولكنّها لا تتضمن المواضيع المجازيّة مثل «الدائرة الداخلية» أو «التبرير الدائري» حيث لا تكون الكلمات فيها مُرتبطة فعليّاً بالشكل الهندسي.

## الصناعة

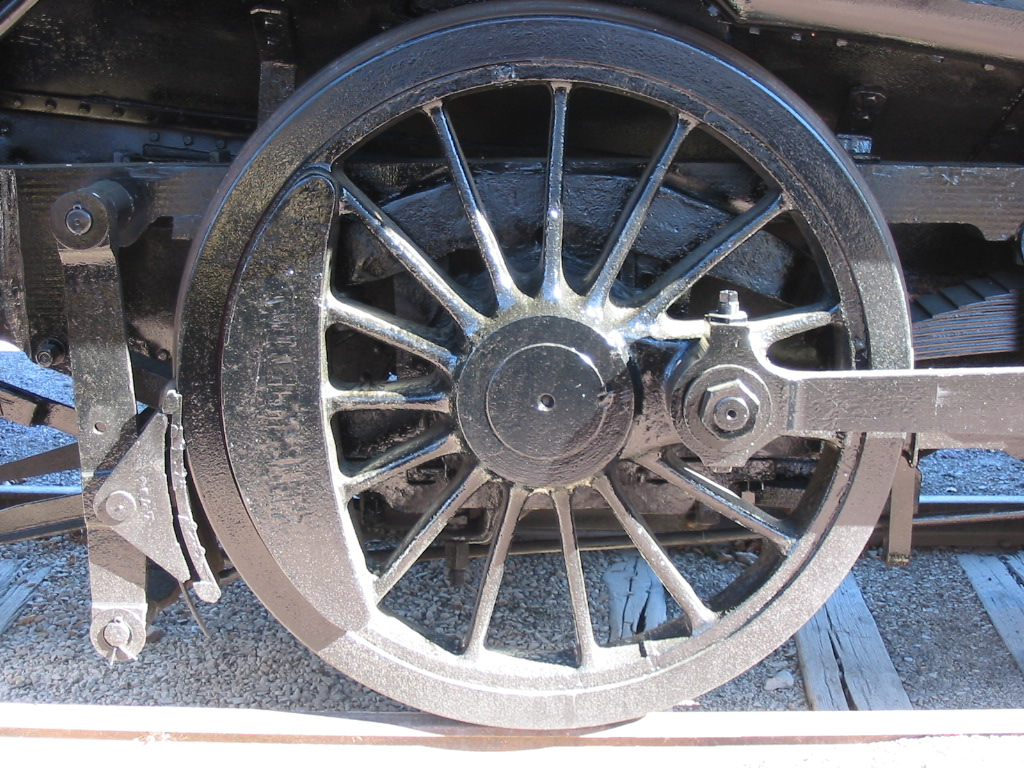
عجلة قاطرة بخارية.

## الهندسة ومجالات الرياضيات الأخرى

دوائر فورد.

- دائرة أرخميدية،
- دوائر أرخميدس
- مساحة القرص،
- دائرة بانكوف،
- مفارقة برتراند (الاحتمالات),
- متراجحة بونسن،
- دائرة بروكارد،
- مبرهنة الفراشة،
- مبرهنة كارنوت،
- دائرة،
- زاوية مركزية،
- مخطط دائرة،
- زمرة دائرة،

## الجغرافيا

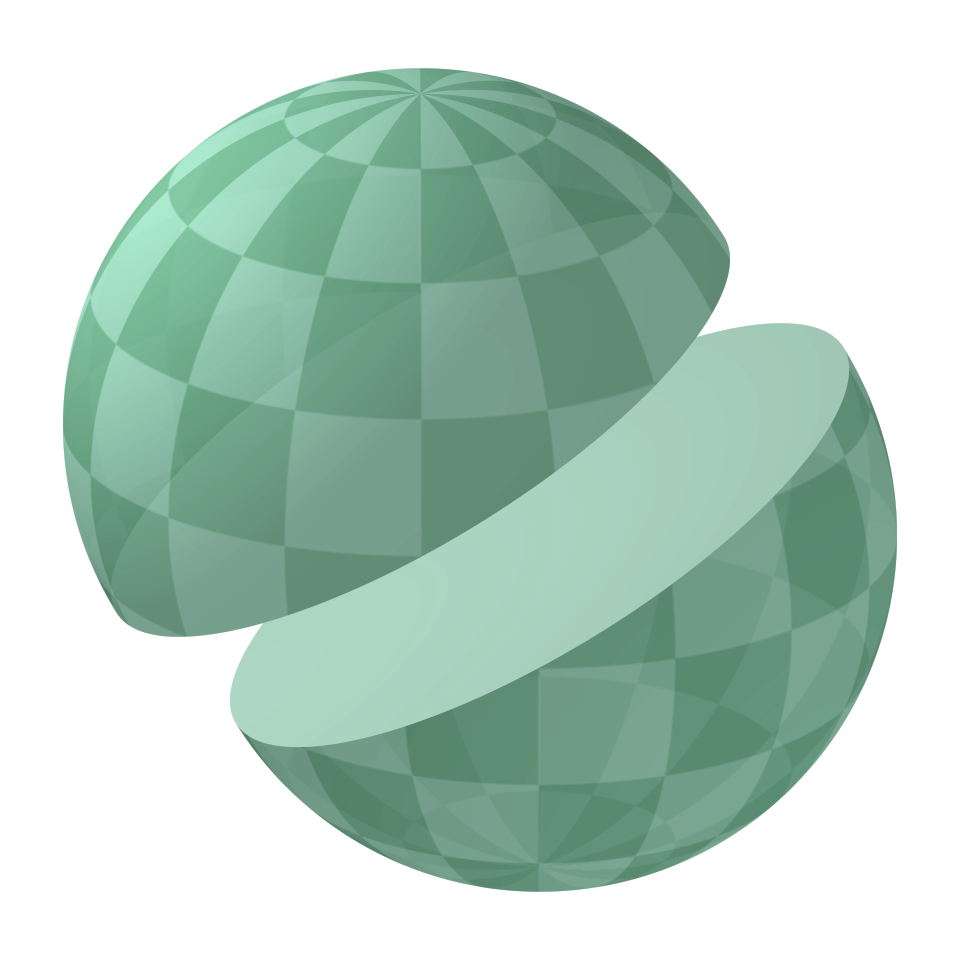
دائرة كبيرة في كرة

- الدائرة القطبية الشمالية،
- الدائرة القطبية الجنوبية،
- دوائر العرض،
- خط الاستواء.